# Konsulær tribun
En konsulær tribun var en form for magistrat i den tidlige Romerske Republik. I henhold til romersk tradition holdt kollegier af konsulære tribuner embeder gennem det femte og fjerde århundrede f.Kr. under den såkaldte "Stænderkampe". Historikeren Livius tilbød to forklaringer på disse: enten kunne den romerske stat have haft brug for flere magistrater til at støtte sine militære bestræbelser; alternativt blev det konsulære tribunat tilbudt – i stedet for det almindelige konsulat – til plebejere for at fastholde patricierne i det almindelige konsul-embede.
Moderne synspunkter har udfordret denne beretning af forskellige årsager. Ingen konsulær tribun fejrede nogensinde en triumf, og udnævnelsen af militærdiktatorer fortsatte ufortrødent gennem denne periode. Derudover var det overvældende flertal af valgte konsulære tribuner patriciere. Nogle moderne forskere mener, at de konsulære tribuner blev valgt til at støtte Roms stadig større militære tilstedeværelse i Italien eller på anden måde til at kommandere detachementer og hære. Mere kritiske synspunkter mener, at de konsulære tribuner er en opfindelse af senere romerske historikere, som havde til formål at forklare udnævnelsen af flere militære befalingsmænd i den tidlige Romerske Republik – mens de også forsøgte at forene det med en forudindtaget opfattelse af et permanent tomands konsul-embede.

## Navn
De romerske kilder brugte forskellige navne til at henvise til konsulære tribuner. Livius kaldte dem tribuni militum (soldaternes tribuner) eller tribuni militares (militære tribuner) consulari potestate (med konsulær magt), men henviste også til dem som tribuner pro consulibus eller pro consule, samt blot tribuni consulares (konsulære tribuner). Kejser Claudius (r. 41–54) og Aulus Gellius kaldte dem tribuner consulari imperio (med konsulære imperium).

## Traditionel beretning
I henhold til den romersk tradition, startende i 444 f.Kr., blev konsulære tribuner valgt i stedet for konsuler som de øverste magistrater ved 51 valg mellem 444 og 367 f.Kr. (70 procent af tiden) – og endnu mere almindeligt mellem 408 og 367 f.Kr. Livius tilbød to forklaringer for disse konsulære tribuner: et øget behov for militær ledelse betød, at flere magistrater var nødvendige. Alternativt var det en politisk taktik relateret til "Stænderkampene", hvor patriciere forhindrede plebejere i at besidde konsul-embedet ved at erstatte det med dette tribunat.
Livius skriver, at valget om, hvorvidt et collegium af konsulære tribuner eller konsuler skulle vælges for ét givet år, blev truffet ved et dekret fra Senatet. Dette frembragte en årlig tvist om, hvilken sæt af magistrater som skulle vælges. Antallet af konsulære tribuner varierede mellem tre og seks, og fordi de blev betragtet som kolleger af de to censorer, nævnes der nogle gange "otte tribuner".
Oprindeligt var det patriciske embedsmænd, der blev omtalt som militærtribuner og var ansvarlige for at lede hærene i kamp. Det var først meget senere, at de fik den anakronistiske tilføjelse "med konsulær magt" i et forsøg på at adskille dem fra militærtribunerne, som var legionærofficererne i den midterste og sene Romerske Republik.
Tribunerne udøvede, ligesom deres konsulære forgængere, konsulær potestas, hvilket indikerer, at de må have været valgt af comitia centuriata, og at statens behov ikke kunne opfyldes af det tidligere konsulære system. Oprindelige var der tre konsulære tribuner, som blev øget til fire i 426 f.Kr., hvilket var en  reaktion på den militære situation, hvor den romerske stat indtog og annekterede Fidenae.
Derefter, i 405 f.Kr., blev antallet af konsulære tribuner øget til seks for første gang. Efter dette viser forskellige kilder normale valg – når tribuner blev valgt frem for konsuler – af seks konsulære tribuner undtagen i 380 f.Kr. og 376 f.Kr., hvor henholdsvis ni og fire blev valgt. Stigningen skyldtes behovet for, at de konsulære tribuner ikke kun varetog Roms militære anliggender, men også byens administrative anliggender. Den romerske stat blev ledet af seks konsulære tribuner næsten hvert år frem til at embedet blev nedlagt og konsul-embedet genoprettet sammen med dannelsen af praetor-embedet med Leges Liciniae Sextiae.

## Moderne synspunkter
Den traditionelle beretning om den tidlige Romerske Republik er kommet under betydeligt angreb for, at "det var en litterær skabelse af den sene republik", hvor med ringe værdi til at rekonstruere den faktiske historie i den tidlige republik. Hvad specifikt angår de konsulære tribuner, kan den traditionelle beretning i Livius afspejle hans tillid til Licinius Macer. Macer var en tidligere annalist, som "var glad for at finde politiske motiver, hvor ingen havde eksisteret i den tidligere historiske tradition". Derudover kan den tidlige historie om romersk militær kommando afspejle annalister, der "tilpasser deres beviser for at få dem til at passe til deres forforståelser om strukturen af Roms tidlige regering", hvilket afspejler romernes almindelige anakronistiske og ukorrekte behandling af fortiden.
Der stilles også spørgsmålstegn ved den specifikke kronologi i Livius: "ifølge en tradition fundet i Eutropius, havde de første konsulære tribuner ikke embedet før så sent som i 389 [f.Kr.]". Forskere sætter også spørgsmålstegn ved, om traditionen har forvekslet tilfælde, hvor to konsulære tribuner blev valgt (på grund af udsving i antallet) med valg af "konsuler". Alt i alt ser det ud til, at "disse [traditionelle] forklaringer tilsyneladende blot er slutninger foretaget fra de mest indlysende forskelle mellem de to magistrater [det konsulære tribunat og konsulatet]".

### Militært behov
Forskere har også afvist fremkomsten af det konsulære tribunat fra Stænderkampene (eller Ordenernes Konflikt): "For længe siden [dvs. 1924] afviste Meyer Livius' påstand om, at det konsulære tribunat var et produkt af Ordenernes Konflikt og foreslog i stedet, at øget konkurrence blandt patricierfamilier øgede det årlige antal af befalingsmænd". Forklaringen på, at det konsulære tribunat blev oprettet for at give plebejere adgang til den højeste magistrat med et andet navn, er heller ikke overbevisende, da de valgte plebejere er få og først blev valgt sent i embedets historie. Faktisk – efter oprettelsen af det konsulære tribunat – optræder ingen plebeiere i fastien i 43 år fra 444 til 401 f.Kr.
Nogle moderne forskere mener, at udnævnelsen af konsulære tribuner afspejlede Roms udvidede militære og administrative behov. De konsulære tribuner – valgt blandt de tre antikke stammer (eller tribus) Ramnes, Tities og Luceres – var en del af en overordnet omstrukturering af den romerske stats militære struktur for at maksimere militær effektivitet, der omfattede oprettelsen af censoren (ansvarlig for at fortage folketællingen for at identificere antallet af mænd, der er i stand til at udføre militærtjeneste) og kvæstor-embedet (ansvarlig for levering af penge og varer til hærene). Deres udnævnelse falder sammen med romersk ekspansion til det centrale Italien; valg af større konsulære tribuner kan have været drevet af militær nødvendighed. Denne forklaring er imidlertid også noget uforenelig med den fortsatte udnævnelse af militærdiktatorer, valg af konsulære tribuner i fredstid og deres generelle mangel på succes på slagmarken.

### Private aristokrater
Mere nyligt har nogle forfattere hævdet, at konsulære tribuner måske blot har været aristokrater, der ledede deres egne klienter som private krigsbander eller plyndrepartier, før den romerske stat udviklede sit monopol på militær aktivitet. R. Ross Holloway foreslår, at individuelle krigsherrer, hvis navne og gerninger (uanset om de er ægte eller fiktive) ville være blevet bevaret i familietraditioner og optegnelser, senere blev anakronistisk mærket "tribuner" (eller konsuler) af kompilatorer, der levede i en tid, hvor offentlige embeder og militær kommando gik hånd i hånd.
Fred Drogula hævdede, at konsulære tribuner og fiktive prokonsulater blev tilskrevet den tidlige Romerske Republik af historikere som Livius og Dionysios (eller deres kilder) for at rationalisere antallet af rapporterede embedsmænd med deres forudfattede opfattelse af et permanent tomands konsul-embede. Holloway – der er af den opfattelse, at den tidlige romerske historie byggede på synkroniseringer med græsk historie (f.eks. blev det Romerske Kongeriges fald dateret til omkring samme tid som fordrivelsen af tyrannen Hippias fra Athen i ca. 509 BC, og antallet af konsuler var ikke nok til at matche antallet af år fra den formodede begyndelse af den Romerske Republik) – mener, at konsulære tribuner blev opfundet for at udfylde de tomme pladser i de årlige optegnelse af romerske magistrater.
Slutningen af det konsulære tribunat i 367 f.Kr. med Leges Liciniae Sextiae er også "utvivlsomt" afvist som værende forårsaget af Stænderkampene. Det tilskrives i stedet til at afspejle øgede krav til den romerske regering og institutionalisering af militær kommando i forhold til et tidligere system uden et fast antal årlige magistrat-kommandører.

## Liste over konsulære tribuner
De konsulære tribuner er fremhævet i følgende liste over romerske konsuler i den Romerske Republik:
- Liste over konsuler i den Romerske Republik